# 32058 Charlesnoyes
32058 Charlesnoyes è un asteroide della fascia principale. Scoperto nel 2000, presenta un'orbita caratterizzata da un semiasse maggiore pari a 2,8617038 UA e da un'eccentricità di 0,1967334, inclinata di 4,31277° rispetto all'eclittica.